# 移剌阿里合
移剌阿里合，金朝末年将领，契丹人。
金宣宗兴定年间，移剌阿里合官至霍州刺史。兴定四年（1220年）正月，霍州（今山西霍县）改治好义堡。蒙古帝国大军前来，力战不支，兵败被擒，拒绝诱降，被蒙古人丛箭射杀。金宣宗下诏，赠龙虎卫上将军、泰定军节度使。